# Yann Demange
Yann Demange (* 1977 in Paris) ist ein in London aufgewachsener und lebender britischer Filmregisseur.

## Leben
Demange filmte Live-Konzerte, drehte Musikvideos, Werbespots, Kurzfilme und Fernsehserien, die für verschiedene Preise nominiert wurden. Bis 2001 studierte er Film am London College of Printing; sein Abschlussfilm Joe lief auf verschiedenen Festivals. Von 2004 bis 2006 studierte er Regie an der National Film and Television School. Anschließend drehte er Fernsehserien für Channel 4 und die BBC. 2007 war er Teilnehmer des Berlinale Talent Campus.
Sein erster Kinofilm ’71 über einen Soldaten im Nordirland-Konflikt lief im Februar 2014 im Wettbewerb der 64. Berlinale. Für diesen erhielt er zwei Nominierungen bei den BAFTA Awards 2015 in den Kategorien bester britischer Film und beste Nachwuchsleistung.

## Filmografie (Auswahl)
- 2006: Headspace (Kurzfilm)
- 2006: Incomplete (Kurzfilm)
- 2007: Alan & Samir (Kurzfilm)
- 2008: Dead Set (Fernsehserie, acht Episoden)
- 2009: Criminal Justice (Fernsehserie, drei Episoden)
- 2011: Top Boy (Fernsehserie, vier Episoden)
- 2014: ’71
- 2018: White Boy Rick
- 2020: Lovecraft Country (Fernsehserie)

## Auszeichnungen und Nominierungen
British Academy of Film and Television Arts
- 2009: Nominierung für das beste Drama-Serial für Dead Set
- 2010: Nominierung für die beste Regie im Genre Fiktion/Entertainment für Criminal Justice
- 2012: Nominierung für die beste Miniserie für Top Boy
- 2012: Nominierung für die beste Regie im Genre Fiktion für Top Boy
- 2015: Nominierung für den besten britischen Film für ’71
- 2015: Nominierung für die beste Nachwuchsleistung für ’71

Primetime Emmy
- 2021: Nominierung für die beste Dramaserie für Lovecraft Country